# Resilient Packet Ring
Resilient Packet Ring (RPR) ist eine relativ neue Netzwerktechnologie, die durch die IEEE-Norm 802.17 spezifiziert wurde. Es ist ein Netzwerkprotokoll, das speziell für den optimierten Transport von Datenverkehr über Glasfaser-Ringe entworfen wurde. Ein wesentlicher Aspekt bei der Definition des Protokolls war dabei, die ausgeprägte Selbstheilungsfähigkeit von SONET/SDH-Netzwerken auszunutzen. Dieses wichtige Leistungsmerkmal ermöglicht es, bei Leitungsunterbrechungen die Umschaltung auf eine Ersatzwegeführung automatisiert und schnell zu realisieren (Umschaltdauer innerhalb von ca. 50 ms). Doch anstatt – wie bei SONET/SDH – auf leitungsorientierten Verbindungen aufzusetzen, basiert das Konzept von RPR bei der Datenübertragung auf paketorientierten Verbindungen, womit die Leistungsfähigkeit von Ethernet und IP-basierenden Diensten gesteigert werden soll.

## Entwicklungsgeschichte
Die Entwicklung von RPR wurde vor allem dadurch initiiert, dass sich mit der TCP/IP-Protokollfamilie eine paketorientierte Übertragungstechnologie durchgesetzt hatte. Die mit diesem Generationswechsel einhergehenden Auswirkungen führte jedoch zunehmend zu einer immer ineffizienteren Ausnutzung der zur Verfügung stehenden Übertragungskapazitäten. Der Grund dafür lag in der unzureichenden Abstimmung zwischen den bisherigen klassischen (leitungsorientierten) Übertragungstechnologien in den beiden untersten Schichten des OSI-Referenzmodells und den neuen paketorientierten Technologien, die auf den von diesen Schichten angebotenen Diensten aufsetzen. Mit der Implementation von RPR soll deshalb vor allem dieser Mangel im Architekturdesign beseitigt werden und eine ressourcenschonendere Kombination der bislang divergierenden Technologien erreicht werden.
Beim Einsatz von RPR ergeben sich deshalb mehrere Vorteile für die Betreiber von Weitverkehrsnetzwerken:
- eine effizientere Ausnutzung der zur Verfügung stehenden Übertragungskapazitäten
- die Standardisierung der verwendeten Netzwerkarchitektur
- die Optimierung der betrieblichen Abläufe

## Charakterisierung
Die dem RPR zugrundeliegende Netzwerkarchitektur besteht aus zwei gegenläufigen Übertragungsringen, den sogenannten Ringlets (zu dt. Ringellocken). Diese Ringlets werden durch die Implementierung von RPR-Stationen und -Knoten gebildet und arbeiten gegenläufig, d. h. der Datenfluss in den beiden Ringen findet jeweils in entgegengesetzter Richtung statt. Dies hat den Vorteil, dass nach der Unterbrechung eines Rings ein Kurzschluss zwischen den beiden Ringen vorgenommen werden kann und der von der Störung betroffene Datenstrom auf den anderen Ring umgelenkt werden kann.